# 萨萨里主教座堂

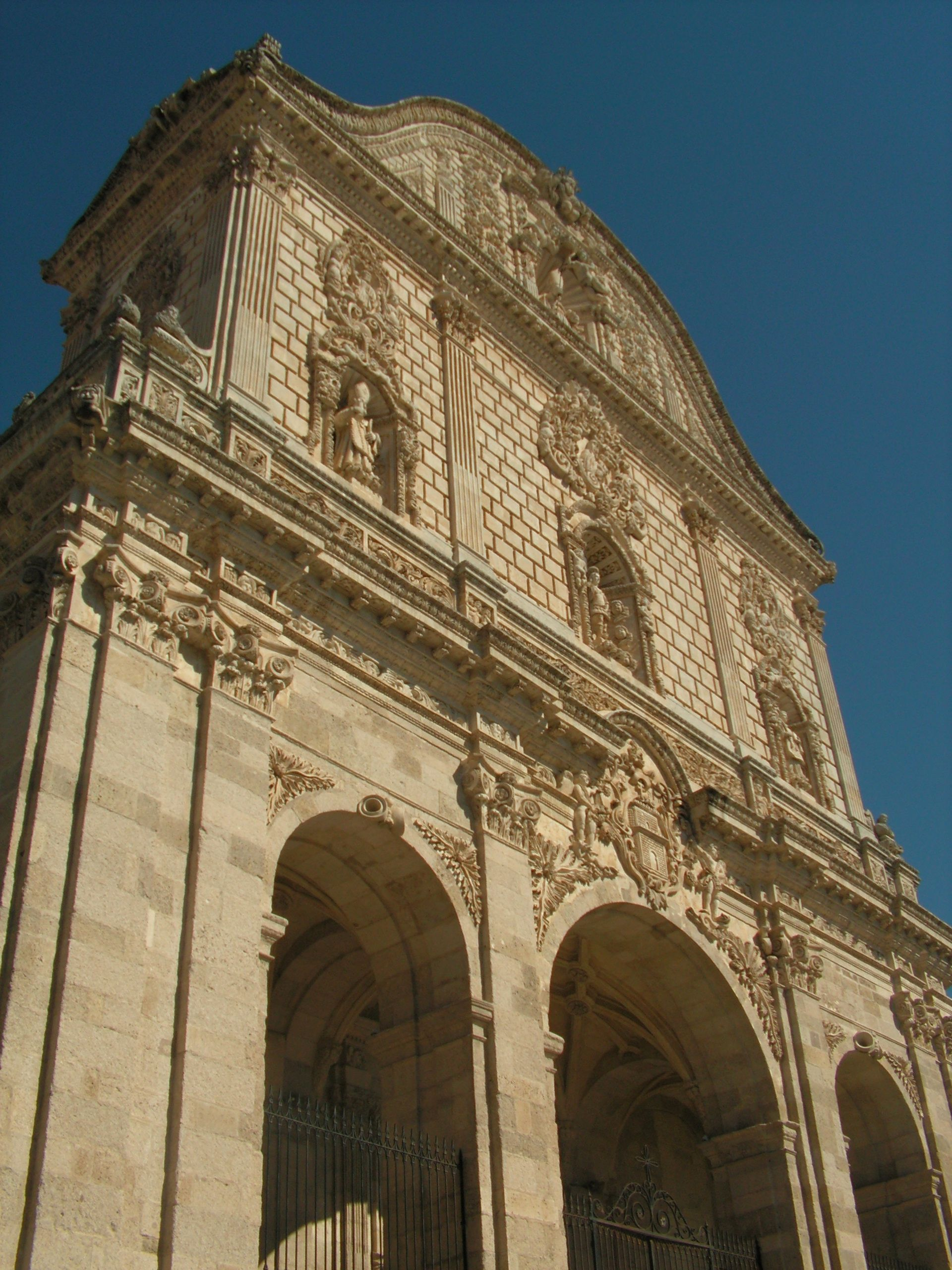
圣尼各老主教座堂

圣尼各老主教座堂（義大利語：Cattedrale di San Nicola）是天主教萨萨里总教区的主教座堂，位于意大利撒丁大区萨萨里，供奉圣尼各老。这是一座12世纪罗曼式建筑，融合了哥特式、文艺复兴、巴洛克和新古典主义等多种建筑元素，完成于18世纪。